# ヒルガオ属
ヒルガオ属（ヒルガオぞく、学名：Calystegia、和名漢字表記：昼顔属）は、ヒルガオ科の属の1つ。

## 特徴
長い地下茎をもち、多年草でふつうつる性で、まれに茎が短くほとんど直立するものもある。葉は互生し、単葉でふつう全縁、まれに掌状または鳥足状に分裂する種がある。花は葉腋に1個ずつつき、花冠は漏斗形で大きく、つぼみ時には片巻状にたたまれる。日本国外産の種の場合、花が葉腋に数個ずつつくものがある。萼は5裂し、その基部に2個の大型の苞があり、萼を包む。雄蕊は5個あり、花冠裂片と互生して花筒に付着し、葯は2室で縦に裂ける。子房は上位で、1-2室あり、胚珠は4個ある。花柱は1個で柱頭は2片に分かれ、扁平で卵形または長楕円形になる。果実は球形の蒴果となる。種子に毛は無い。

## 分布
世界に約25種あり、その半数がアメリカ合衆国カリフォルニア州の固有種である。日本には4種が分布するが、容易に自然交雑して種子もでき、種間の中間型があり、種の境界がはっきりしない。

## 分子系統学的研究の成果
近年の分子系統学的研究の成果により、本属はセイヨウヒルガオ属（Convolvulus L.）の内群となることとなったが、出典文献の「暫定的に単独属として認める」との記述に従い、記載する。

## 種

### 日本に分布する種
和名および学名はYListによる。
- コヒルガオ Calystegia hederacea Wall. - 茎は基部で分枝し、他物に巻き付く。葉は薄く、三角状ほこ形で長さ2-6cmになり、基部裂片は発達して左右に張り出し、先は2裂する。花冠は径3-4cm。花柄の上部に狭い縮れた翼がある。畑や道ばたの草地に生え、都市部の公園や空き地にも多い。本州、四国、九州、朝鮮半島、台湾、中国大陸、南アジア、東南アジアに分布する。北海道、沖縄に帰化している[1][5]。
- ヒルガオ Calystegia pubescens Lindl. - 茎は他物に巻き付く。葉は薄く、ほこ形から矢じり形で長さ5-10cmになり、側裂片は小型で後方に張り出し、先はふつう2裂しない。花冠は径約5cm。花柄に翼は無い。日当たりのよい畑のへりや野原に生える。北海道、本州、四国、九州、朝鮮半島、中国大陸に分布する。北アメリカ大陸に帰化している[1][5]。
- ヒロハヒルガオ Calystegia sepium (L.) R.Br. subsp. spectabilis Brummitt - つる性で、葉は薄く、三角状ほこ形で長さ4.5-15cm、幅2.5-9cm、先は鋭頭、基部は心形。花冠は長さ5-6cm、花冠筒部は苞の上で少しふくらむ。南千島、北海道、本州、北東アジアの温帯に広く分布する。種 C. sepium としては、本属のタイプ種であり、北半球の温帯に広く分布する[1]。
- ハマヒルガオ Calystegia soldanella (L.) R.Br. - 茎は砂地をはい、葉は厚く光沢があり、円腎形。花冠は径4-5cm。海岸や湖岸の砂地に生え、琵琶湖畔にも生える。南千島、北海道、本州、四国、九州、琉球諸島、アジア、ヨーロッパ、アフリカ、オーストリア、太平洋諸島、アメリカ大陸太平洋側に広く分布する[1]。

### その他の主な種
学名 - 主な分布地を示す。The Plant List および Kew Science による。
- Calystegia atriplicifolia Hallier f. – アメリカ合衆国ワシントン州からカリフォルニア州
- Calystegia catesbeiana Pursh - アメリカ合衆国南東部
- Calystegia collina (Greene) Brummitt – アメリカ合衆国カリフォルニア州
- Calystegia longipes (S.Watson) Brummitt - アメリカ合衆国南西部からメキシコ（バハ・カリフォルニア州）
- Calystegia macounii (Greene) Brummitt - カナダ西部からアメリカ合衆国西部・中西部
- Calystegia macrostegia (Greene) Brummitt - アメリカ合衆国カリフォルニア州（チャンネル諸島を含む）、メキシコ（バハ・カリフォルニア州、グアダルーペ島）
- Calystegia malacophylla (Greene) Munz - アメリカ合衆国カリフォルニア州
- Calystegia occidentalis (A.Gray) Brummitt - アメリカ合衆国オレゴン州からカリフォルニア州
- Calystegia peirsonii (Abrams) Brummitt - アメリカ合衆国カリフォルニア州
- Calystegia pellita (Ledeb.) G.Don – シベリア南部から朝鮮半島
- Calystegia purpurata (Greene) Brummitt - アメリカ合衆国カリフォルニア州
- Calystegia sylvatica (Kit.) Griseb. - 地中海沿岸からイラン北部、中国大陸南部、カナダ南部からアメリカ合衆国中部・東部
- Calystegia spithamaea (L.) Pursh - カナダ東部からアメリカ合衆国中北部・東部
- Calystegia stebbinsii Brummitt - アメリカ合衆国カリフォルニア州
- Calystegia subacaulis Hook. & Arn. - アメリカ合衆国カリフォルニア州
- Calystegia tuguriorum R.Br. ex Hook.f. - ニュージーランド、ファン・フェルナンデス諸島、チリ南部、トリスタンダクーニャ諸島

## 名前の由来
和名ヒルガオ属の「ヒルガオ」は、「昼顔」の意で、花が日中に咲くのでつけられた。
属名 Calystegia は、ギリシャ語で calyx（萼） +  stege（蓋） からなる語で、2個の苞葉が萼を覆っていることによる。